# Бољшаја Ижора
Бољшаја Ижора, односно Велика Ижора (рус. Большая Ижора; фин. Haisevaisi) насељено је место са административним статусом варошице (рус. посёлок городского типа) на северозападу европског дела Руске Федерације. Налази се у западном делу Лењинградске области и административно припада Ломоносовском рејону.
Према проценама националне статистичке службе за 2015. у вароши је живело 2.976 становника.
Статус насеља урбаног типа, односно варошице носи од 1939. године.

## Географија
Варошица Бољшаја Ижора налази се у северном делу Ломоносовског рејона и лежи на јужној обали Финског залива, на око 55 километара западно од историјског центра Санкт Петербурга. Рејонски центар град Ломоносов налази се на свега 13 километара источније. Кроз варош протиче Црна река.
Кроз варош протиче аутопут А120 који Санкт Петербург повезује са Сосновим Бором.

## Историја
Село Бољшаја Ижора се у писаним изворима први пут помиње 1612. године под именом Гаизјавјаз (рус. Гаизявязь). Садашње насеље настало је стапањем неколико мањих оближњих насеља, међу којима су највећа била села Бољшаја Ижора и Сагомиље, те насеља Приморски Хутор и Пилнаја.
Насеље је било доста ретко насељено све до отварања железнице 1864. године, а почетком прошлог века важила је за популарно летње одмаралиште. Све до 1918. варошица је имала редовне бродске везе са Кронштатом.
Званичан административни статус градског насеља у рангу варошице носи од 27. августа 1939. године. Годину дана раније у насељу је основана база ратне морнарице.

## Демографија
Према подацима са пописа становништва из 2010. у вароши су живела 3.314 становника, док је према проценама националне статистичке службе за 2015. варошица имала 2.976 становника.
| 1838. | 1959. | 1970. | 1979. | 1989. | 2002. | 2010. | 2015. |
| ----- | ----- | ----- | ----- | ----- | ----- | ----- | ----- |
| 63    | 3.798 | 4.694 | 4.569 | 3.967 | 3.831 | 3.314 | 2.976 |